# Madalena Iglésias
Madalena Lucília Iglésias do Vale de Oliveira Portugal, mieux connue sous le nom raccourci Madalena Iglésias, née le 24 octobre 1939 à Lisbonne, au Portugal et morte le 16 janvier 2018 à Barcelone, en Espagne, est une chanteuse et actrice portugaise.
Elle a été sélectionnée pour représenter le Portugal au 1966 à Luxembourg avec la chanson Ele e ela.